# Louis Rabetrano
Louis Honoré Rabetrano (ur. 3 lipca 1954) – madagaskarski judoka.
Brał udział w igrzyskach olimpijskich w 1972 (Monachium). Startował w wadze lekkiej. Już w pierwszej rundzie odpadł z rywalizacji, po porażce z Filipińczykiem Renato Repuyanem. Był najmłodszym Madagaskarczykiem na tych igrzyskach (miał wówczas ukończone nieco ponad 18 lat). W czasie trwania igrzysk miał około 166 cm wzrostu.